# جوستين بانتينغ
جوستين بانتينغ (بالإنجليزية: Heath Bunting)‏ هو فنان تشكيلي بريطاني، ولد في 1966 في لندن في المملكة المتحدة.